# 沃尔姆斯采邑主教区

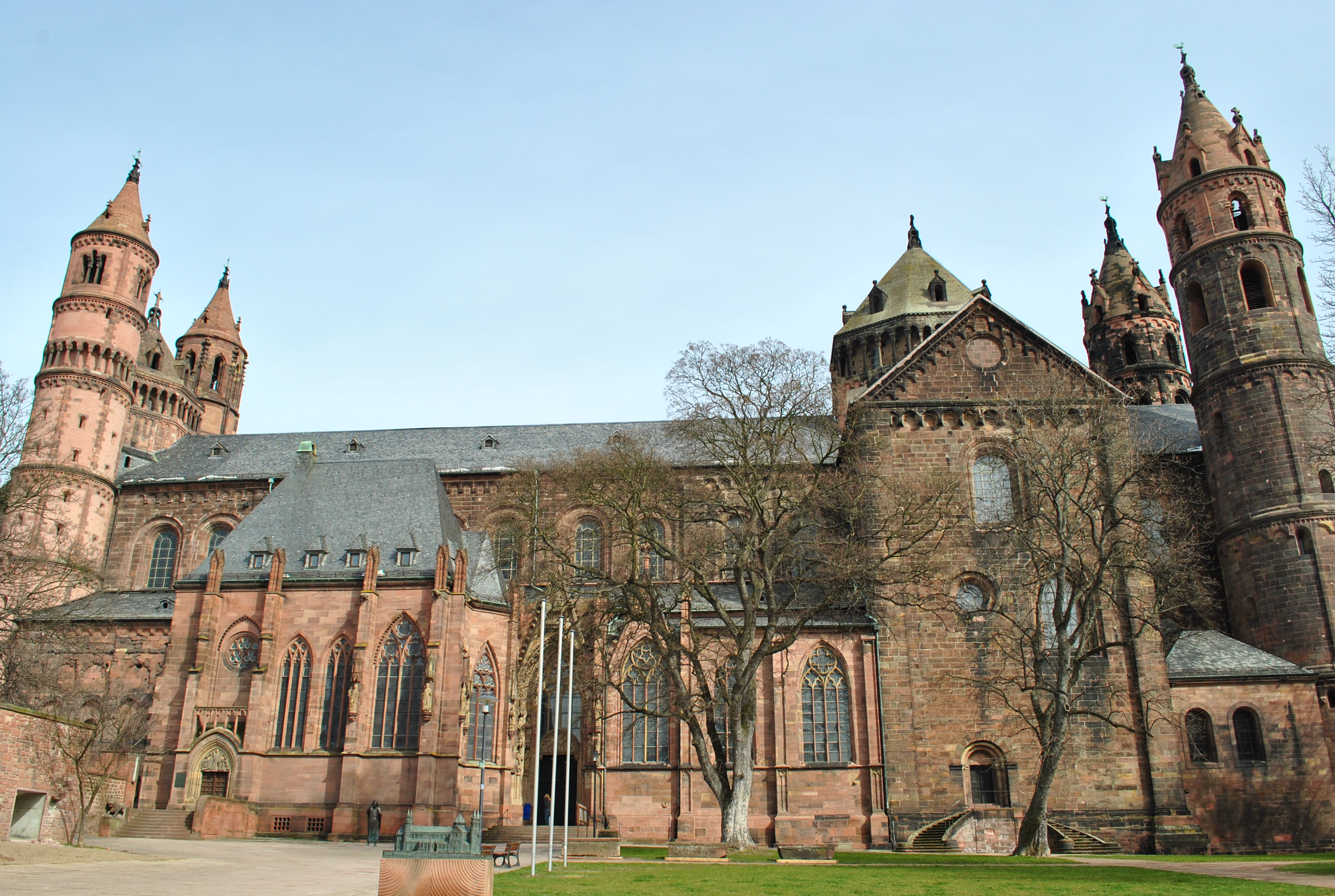
沃尔姆斯主教座堂

沃尔姆斯采邑主教区，是神圣罗马帝国的一个教会公国。它位于沃尔姆斯周围的莱茵河两岸，就在莱茵河与内卡河的相交处以北，被普法尔茨选侯国所包围。沃尔姆斯是罗马时代主教的所在地。从中世纪盛期开始，采邑主教的世俗管辖范围不再包括沃尔姆斯市，因为沃尔姆斯市已成为一个帝国自由城市，并在宗教改革期间正式成为新教徒。然而，沃尔姆斯采邑主教仍然保留了对城内沃尔姆斯大教堂的管辖权。
1795年，沃尔姆斯本身，以及莱茵河左岸的沃尔姆斯采邑主教区的全部领土被法国占领和吞并。在1802-1803年的德意志世俗化运动中，该采邑主教辖区的剩余领土与几乎所有其他教会公国的领土一起被世俗化了。在这背景下，它被黑森－达姆施塔特伯国吞并。